# Люпон, Пэтти
Пэтти Энн Люпон (англ. Patti LuPone, 21 апреля 1949) — американская певица и актриса, которая добилась наибольшего успеха благодаря ролям в бродвейских мюзиклах. Лауреатка трёх премий «Тони», двух премий Лоуренса Оливье и двух премий «Грэмми». Была включена в Зал славы Американского театра в 2006 году.

## Ранняя жизнь и образование
Пэтти Люпон родилась 21 апреля 1949 года в Нортпорте, штат Нью-Йорк, на Лонг-Айленде, в семье американо-итальянских родителей Анджелы Луизы (урожденной Патти), администратор библиотеки в кампусе C.W. Post Университета Лонг-Айленда и Орландо Джозефа Люпон, школьного администратора и преподавателя английского языка в средней школе Уолта Уитмена в Хантингтоне, штат Нью-Йорк. Сестрой одного из её предков была великая певица Аделина Патти. Её отец был родом из Абруццо, а мать - сицилийка. Её старший брат Роберт Люпон , номинант на премию «Тони», актер, танцор и режиссер, сыгравший роль Зака, режиссера-постановщика, в «Кордебалете». Она выросла в католической семье.
Люпон была частью первого выпускного класса Джульярдского драматического факультета (1968-1972), в который также входили актеры Кевин Клайн и Дэвид Огден Стирс. В 1972 году она окончила Джульярдский университет со степенью бакалавра изящных искусств. У Люпон вокальный диапазон меццо-сопрано, и она известна своим сильным/высоким «бродвейским» певческим голосом. В интервью 2008 года она утверждала, что она «актриса, которая поет» и благодарна, что у нее «есть голос».

## Карьера

### Театр

#### 1970-е: Ранняя карьера
В 1972 году Люпон стала одной из первых членов «The Acting Company», созданной Джоном Хаусманом. The Acting Company – это гастролирующая по стране репертуарная театральная труппа. Люпон работала в труппе с 1972 по 1976 год, и она участвовала во многих их постановках, таких как «Колыбель раскачается», «Школа злословия», «Женщины, берегитесь женщин», «Опера нищего», «Время твоей жизни», «На дне», «Заложница», «В следующий раз, когда я спою для вас», «Мера за меру», «Проделки Скапена», «Эдуард II», «Оркестр», «Утраченные труды любви», «Оружие и человек» и «Так поступают в свете». В 1973 году она дебютировала на Бродвее в пьесе «Три сестры» в роли Ирины. За свою работу в мюзикле «Жених-разбойник» (1975) она получила свою первую номинацию на премию «Тони» как «Лучшая актриса второго плана — мюзикл». The Acting Company чествовала Люпон 12 марта 2012 года на мероприятии под названием «Очередь Пэтти» в театре Кей Плейхаус.
В 1976 году театральный продюсер Дэвид Меррик нанял Люпон на замену, чтобы она сыграла Женевьеву, главную роль в проблемной бродвейской постановке «Жена пекаря». Постановка долго гастролировала, но Меррик счёл её недостойной Бродвея, и она была закрыта за городом.
С 1977 года Люпон часто сотрудничала с Дэвидом Маметом, появляясь в его пьесах «Лес», «Все мужчины - шлюхи», «Синий час», «Водяной двигатель» (1978),, «Эдмонд», «Старый квартал» (1997), и «Анархист» (2012). Обозреватель The New York Times написал о Люпон в «Старом квартале»: «Те, кто знает мисс Люпон только как звезду музыкальной комедии, будут поражены натуралистическим огнем, который она демонстрирует здесь. В роли Джолли, вдохновленной реальной сестрой мистера Мамета и его реализованным женским персонажем, мисс Люпон находит противоречивые грани прошлого и настоящего практически в каждой строчке. Она предстает одновременно как любящая матриарх и уязвленный подросток, сентиментальная и с убийственно ясными глазами». В 1978 году она появилась в бродвейской музыкальной адаптации пьесы Стадса Теркела «Работа», которая была поставлена всего в 24 постановках.
В 1979 году Люпон сыграла в оригинальной бродвейской постановке «Эвита», мюзикле, основанном на жизни Евы Перон, написанном Эндрю Ллойдом Уэббером и Тимом Райсом и поставленном режиссером Харольдом Принсом. По сообщениям, она получила роль, обойдя более чем у 200 человек, прошедших прослушивание, включая Мэрил Стрип, Энн-Маргрет и Ракель Уэлч. Хотя Люпон была одобрена критиками, с тех пор она говорила, что ее пребывание в мюзикле не было приятным. В интервью 2007 года она заявила: «„Эвита“ была худшим опытом в моей жизни», – сказала она, – «Я кричала во все горло во время исполнения роли, которую мог написать только мужчина, ненавидящий женщин. И у меня не было поддержки со стороны продюсеров, которые хотели звездного выступления на сцене, но относились ко мне как к незнакомке за кулисами. Это было похоже на Бейрут, и я сражалась как банши». Несмотря на трудности, Люпон получила свою первую премию «Тони» в номинации «Лучшая женскую роль в мюзикле». Только после того, как она повторила эту роль в постановке в Сиднее, она, наконец, получила удовольствие от роли и почувствовала себя комфортно, исполняя партитуру. Люпон и её партнер по мюзиклу, Мэнди Патинкин, остались близкими друзьями как на сцене, так и вне ее.
В 1980 году выступление Люпон в кабаре «Пэтти Люпон в Мушах» продолжалось 27 недель подряд субботними вечерами в полночь после ее восьмичасового выступления в «Эвите». В обзоре New York Daily News говорилось: «Всем, кто считает, что в Нью-Йорке нет вулканов, следует посетить Лес-Муш в любую субботу в марте в полночь. Именно здесь, в «час ведьм», Пэтти Люпон зажигает, гремит и осыпает зал искрами своего дебютного выступления в кабаре». В 2008 году восстановленная запись была выпущена в качестве альбома лейблом Ghostlight Records.

#### 1980-е
В 1983 году Люпон выступила в роли Розалинды вместе с Вэлом Килмером в постановке «Как вам это понравится» в театре Гатри режиссера Ливиу Чулея. В мае 1983 года выпускники-основатели The Acting Company воссоединились для постановки на Бродвее культового лейбористского мюзикла Марка Блицштейна «Колыбель раскачивается» в театре «Америкэн Плейс». Он был рассказан Джоном Хаусманом с Люпон в ролях Молл и сестры Мистер. Премьера постановки состоялась в летней резиденции The Acting Company в институте Шатокуа, после чего она гастролировала по Соединенным Штатам, включая участие в фестивале Равиния в Хайленд-парке, штат Иллинойс, в 1984 году, и была сыграна в лондонском Вест-Энде.
Когда показ закончился, Люпон осталась в Лондоне, чтобы сыграть роль Фантины в оригинальной лондонской постановке Камерона Макинтоша «Отверженные» в 1985 году, премьера которой состоялась в театре Барбикан, в то время лондонском представительстве Королевской шекспировской труппы. Люпон ранее работала у Макинтоша в недолговечном бродвейском возрождении мюзикла «Оливер!» в 1984 году, сыграв Нэнси вместе с Роном Муди в роли Феджина. За свою работу в фильмах «Колыбель раскачивается» и «Отверженные» Люпон в 1985 году получила премию Лоуренса Оливье за лучшую женскую роль в мюзикле.
В 1987 году она вернулась на Бродвей, чтобы сыграть певицу из ночного клуба Рено Суини в возрожденной постановке театра Линкольн-центра «Все возможно» Коула Портера. Она сыграла вместе с Говардом Макгиллином, и они оба были номинированы на премию «Тони» за свои выступления. Актерский состав Линкольн-центра был вновь собран для единственного концертного выступления «Все возможно» в Нью-Йорке в 2002 году.

#### 1990-е
В 1993 году Люпон вернулась в Лондон, чтобы сыграть роль Нормы Десмонд в оригинальной постановке «Бульвара Сансет» Эндрю Ллойда Уэббера в театре Адельфи. Многие ожидали, что Люпон появится в другом мюзикле Ллойда Уэббера, первом после ее выступления в «Эвите». Ее участие в шоу было трудным, и Ллойд Уэббер неожиданно уволил ее. Затем Ллойд Уэббер выбрал Гленн Клоуз для открытия шоу в Лос-Анджелесе и, в конечном счете, на Бродвее, несмотря на то, что Люпон заключила контракт на открытие обеих постановок. Она утверждает, что была фактически занесена в черный список Голливуда после скандала на «Бульваре Сансет» из-за слухов о том, что с ней было трудно работать в Нью-Йорке.
В ноябре 1995 года Люпон сыграла главную роль в своем моноспектакле «Пэтти Люпон на Бродвее» в театре Уолтера Керра. За свою работу она получила премию Outer Critics Circle Award. В следующем году продюсер Роберт Уайтхед выбрал её на роль преемницы его жены Зои Колдуэлл в бродвейской постановке пьесы Терренса Макнелли «Мастер-класс», основанной на мастер-классах, которые проводила оперная дива Мария Каллас в Джульярде. Люпон получила положительные отзывы, а Винсент Кэнби написал «Мисс Люпон здесь действительно уязвима, чего никто не ожидал: она находится в процессе создания роли, для которой не подходит идеально, но она работает как артистка, чтобы все получилось правильно». Она появилась в пьесе в Вест-Энде. В ноябре 2001 года она сыграла в бродвейском возрождении мюзикла «Шум за сценой» с Питером Галлахером и Фейт Принс. Люпон выступала во многих нью-йоркских концертных постановках мюзиклов.

#### 2000-е
С 2001 года Люпон регулярно выступала на чикагском фестивале «Равиния». Она сыграла главную роль в шестилетней серии концертов-презентаций мюзиклов Стивена Сондхейма, которые начались в честь его семидесятилетия. Среди её ролей здесь были миссис Ловетт в «Суини Тодд», Фоска в «Страсти», Кора Гувер Хупер в «Свистеть умеет каждый», Роза в «Джипси» и две разные роли в «Воскресенье в парке с Джорджем».
Она вернулась на Бродвей в октябре 2005 года, чтобы выступить в роли миссис Ловетт в новой бродвейской постановке Джона Дойла «Суини Тодд». В этой радикально отличающейся интерпретации мюзикла десять актеров на сцене также выступали в качестве оркестра шоу, а Люпон играла на тубе и оркестровых колокольчиках, а также исполнял партитуру вокально.. За свое выступление она получила номинацию на премию «Тони», а также премию «Золотая икона» за лучшую женскую роль в мюзикле. В августе 2006 года Люпон взяла трехнедельный отпуск от Суини, чтобы сыграть Роуз в постановке Лонни Прайса «Джипси» в Равинии. В сентябре 2006 года «Суини Тодд» закрыли.
10 февраля 2007 года Люпон выступила вместе с Одрой Макдональд в постановке оперы Курта Вайля «Расцвет и падение города Махагони» в Лос-Анджелесе в постановке Джона Дойла. Запись «Rise and Fall of the City of Mahagonny» была отмечена на 51-й церемонии вручения премии «Грэмми» как лучший классический альбом и лучшая оперная запись в феврале 2009 года.
После постановки «Джипси» на фестивале в Равинии Люпон и автор Артур Лорентс преодолели десятилетний разрыв, и она была приглашена на выступление в центре города на бис! Постановке «Летних звезд». Лорентс поставил «Джипси» Люпон в 22 спектаклях (9 июля 2007 года – 29 июля 2007 года) в City Center. Затем эта постановка «Джипси» была перенесена на Бродвей и открылась 27 марта 2008 года в театре Сент-Джеймс. Люпон получила премию Outer Critics Circle Award, премию Лиги Драмы, премию Драма Деск и премию «Тони» за свою роль в постановке «Джипси». Она закрылась 11 января 2009 года.

#### 2010-е
В августе 2010 года Люпон сыграла в трехдневной постановке Ирвинга Берлина «Энни, достань свой пистолет», где она сыграла главную роль вместе с Патриком Кэссиди на фестивале «Равиния», режиссером которого был Лонни Прайс. В том же году Люпон сыграла роль Лючии в оригинальной бродвейской постановке «Женщины на грани нервного срыва», которая открылась в театре Беласко 4 ноября 2010 года и закрылась 2 января 2011 года, после 23 предварительных просмотров и 69 регулярных представлений. За свою игру Люпон была номинирована на премию «Тони», «Драма Деск» и премию Outer Critics Circle Award.
Мемуары Люпон, рассказывающие о ее жизни и карьере с детства и далее, были опубликованы в сентябре 2010 года под названием «Пэтти Люпон: Мемуары». Это был бестселлер New York Times.
В 2011 году Люпон сыграла роль Джоанны в четырехдневной концертной постановке музыкальной труппы Стивена Сондхейма «Компания» в Нью-Йоркском филармоническом оркестре под управлением Пола Джеминьяни. В постановке Нил Патрик Харрис сыграл Бобби. Харрис ранее работал с Люпоном в концертных постановках «Суини Тодд» в 2000 и 2001 годах. Актеры «Компании» исполнили песню «Side by Side by Side» на 65-й церемонии вручения премии «Тони» 12 июня 2011 года.
Люпон дебютировала в Нью-Йорк Сити балет в мае 2011 года в постановке «Семь смертных грехов» режиссера и хореографа Линн Тейлор-Корбетт. Люпон исполнила партию Анны в пьесе, которую она ранее исполняла, в партитуре Курта Вайля и Бертольта Брехта.
Люпон завершила свой бродвейский концерт под названием «Вечер с Пэтти Люпон и Мэнди Патинкин», который продолжался 63 выступления с участием ее бывшего партнера по «Эвите» Мэнди Патинкином. Показ начался 21 ноября 2011 года в театре Этель Бэрримор и завершился 13 января 2012 года.
В начале 2015 года она вернулась в Лос-Анджелесскую оперу, чтобы исполнить роль Самиры в новой постановке «Призраков Версаля» Джона Корильяно, получившей положительные отзывы. В апреле 2016 года на лейбле Pentatone была выпущена аудиозапись этой постановки (PTC 5186538, a 2-SACD album). В 2017 году он получил премию «Грэмми» за лучший классический альбом и за лучшую оперную запись.
В июне 2015 года Люпон несколько дней играла в спектаклях Дугласа Картера Бина в театре Линкольн-центра. В октябре 2015 года Люпон вместе с нынешней Фантиной из Вест-Энда присоединилась к своим коллегам по актерскому составу, чтобы отпраздновать 30-летие «Отверженных».
В 2017 году Люпон сыграла Элену Рубинштейн в мюзикле «Боевая раскраска» на Бродвее, после того как летом 2016 года исполнила эту роль на мировой премьере мюзикла в чикагском театре Гудмана. Выступала вместе с Кристин Эберсол в роли давней соперницы Рубинштейн Элизабет Арден, Люпон оставалась в роли на протяжении всего показа «Боевой раскраски» в театре Голландец с 7 марта по 5 ноября 2017 года. Шоу было закрыто досрочно, чтобы Люпон могла перенести операцию на бедре. Люпон рассказала в интервью, что «Боевая раскраска» станет ее последним мюзиклом на сцене: «Я слишком стара. Это было тяжело — тяжелее, чем когда-либо. Я больше так не могу». 
Тем не менее, в сентябре 2017 года было объявлено, что Люпон сыграет Джоанну в лондонском возрождении «Компании» в 2018 году вместе с Розали Крейг в роли Бобби в постановке режиссера Марианны Эллиот, в которой поменялся пол. За свою игру она получила свою вторую премию Лоуренса Оливье, на этот раз за выдающуюся женскую роль второго плана в мюзикле. В августе 2019 года было объявлено, что постановка перенесется на Бродвей, и Люпон вернется в роли Джоанны, а Катрина Ленк – в роли Бобби.

#### 2020-е
Премьера успешной постановки Вест-Энда «Компания» должна была состояться в театре Бернарда Б. Джейкобса 22 марта 2020 года, что совпало с 90-летием Стивена Сондхейма, но была отложена из-за пандемии COVID-19. Производство возобновилось, и Люпон выступила в главной роли вместе с Катриной Ленк, предварительные показы начались 15 ноября 2021 года, а официальная премьера состоялась 9 декабря 2021 года. Люпон получила свою третью премию «Тони» за эту роль. 
После закрытия «Компании» Люпон ула из Ассоциации содействия актерскому мастерству, союза профессиональных режиссеров и актеров в Соединенных Штатах. Было объявлено, что Люпон вернется на Бродвей в августе 2024 года в постановке Джен Сильверман «Соседка по комнате» в главной роли с Мией Фэрроу в театре Бут.

## Фильмография
| Год       |     | Русское название                          | Оригинальное название                                          | Роль                              |
| --------- | --- | ----------------------------------------- | -------------------------------------------------------------- | --------------------------------- |
| 1976      | тф  | Время твоей жизни                         | The Time of Your Life                                          | Китти Дюваль                      |
| 1977      | с   | —                                         | The Andros Targets                                             | Шерон Уокер                       |
| 1978      | ф   | Король цыган                              | King of the Gypsies                                            | н/д                               |
| 1979      | ф   | Тысяча девятьсот сорок первый             | 1941                                                           | Лидия Хедберг                     |
| 1982      | ф   | Отпор                                     | Fighting Back                                                  | Лиза Д’Анджело                    |
| 1984      | тф  | Пиаф                                      | Piaf                                                           | рассказчица                       |
| 1984      | тф  | —                                         | Love Cycle: A Soap Operetta                                    | Рейчел Берстон                    |
| 1985      | ф   | Свидетель                                 | Witness                                                        | Элейн                             |
| 1985      | с   | —                                         | America’s Musical Theater                                      | Молл                              |
| 1986      | ф   | Толковые ребята                           | Wise Guys                                                      | Ванда Валентини                   |
| 1987      | тф  | Ковбой Джо                                | Cowboy Joe                                                     | Линда Тидмунк                     |
| 1987      | тф  | Линдон Бейнс Джонсон: Ранние годы         | LBJ: The Early Years                                           | Леди Бёрд Джонсон                 |
| 1987      | с   | Сицилиец в Сицилии                        | Un siciliano in Sicilia                                        | Винсензина                        |
| 1989      | ф   | Шофёр мисс Дэйзи                          | Driving Miss Daisy                                             | Флорин Уэртан                     |
| 1989—1993 | с   | Жизнь продолжается                        | Life Goes On                                                   | Либби Тэтчер                      |
| 1992      | тф  | Водяной мотор                             | The Water Engine                                               | Рита Лэнг                         |
| 1993      | ф   | Семейные молитвы                          | Family Prayers                                                 | тётя Нэн                          |
| 1993—1998 | с   | Фрейзер                                   | Frasier                                                        | тётя Зора Крейн / Пэм             |
| 1995      | тф  | Ведьма из Водного Края                    | The Song Spinner                                               | Занталалия                        |
| 1996      | с   | Вспоминая радио WENN                      | Remember WENN                                                  | Грейс Кавендиш                    |
| 1996      | тф  | Её последний шанс                         | Her Last Chance                                                | Джоанна Саксен                    |
| 1996—1997 | с   | Закон и порядок                           | Law & Order                                                    | Рут Миллер                        |
| 1998      | тф  | —                                         | Family Brood                                                   | н/д                               |
| 1999      | ф   | 24 часа из жизни женщины                  | The 24 Hour Woman                                              | Джоан Маршалл                     |
| 1999      | ф   | Кровавое лето Сэма                        | Summer of Sam                                                  | Хелен                             |
| 1999      | тф  | Новый дон 2                               | Bonanno: A Godfather’s Story                                   | мисс C. Канзинарра                |
| 1999      | ф   | Подглядывающий                            | Just Looking                                                   | Сильвия Ливайн Полински           |
| 1999      | с   | Ещё! Ещё!                                 | Encore! Encore!                                                | винный критик                     |
| 2000      | с   | Фальконе                                  | Falcone                                                        | Франческа Голд                    |
| 2000      | ф   | Жизнь за кадром                           | State and Main                                                 | Шерри Бейли                       |
| 2000      | ф   | —                                         | Bad Faith                                                      | Ван Клерк                         |
| 2001      | с   | Прикосновение ангела                      | Touched by an Angel                                            | Элис Дюпри                        |
| 2001      | ф   | Грабеж                                    | Heist                                                          | Бетти Крофт                       |
| 2001      | тф  | Суини Тодд, демон-парикмахер с Флит-стрит | Sweeney Todd: The Demon Barber of Fleet Street in Concert      | миссис Ловетт                     |
| 2001      | кор | —                                         | The Victim                                                     | Сэнди                             |
| 2002      | тф  | Погром в понедельник вечером              | Monday Night Mayhem                                            | Эмми Козелл                       |
| 2002      | ф   | Последнее дело Ламарки                    | City by the Sea                                                | Мэгги                             |
| 2002      | тф  | —                                         | Life at Five Feet                                              | миссис Маршак                     |
| 2003      | с   | Тюрьма Оз                                 | Oz                                                             | Стелла Коффа                      |
| 2003      | с   | —                                         | In-Laws                                                        | Рошель Лэндис                     |
| 2005      | с   | Уилл и Грейс                              | Will & Grace                                                   | в роли самой себя                 |
| 2005      | с   | Прямой эфир в Линкольн-центре             | Live from Lincoln Center                                       | Фоска                             |
| 2005—2007 | с   | Великие представления                     | Great Performances                                             | Леокадия Бегбик / пожилая женщина |
| 2007      | с   | Дурнушка                                  | Ugly Betty                                                     | миссис Уинер                      |
| 2009—2012 | с   | Студия 30                                 | 30 Rock                                                        | Сильвия Росситано                 |
| 2010      | тф  | —                                         | Open Books                                                     | Роз                               |
| 2011      | ф   | Компания                                  | Company                                                        | Джоанн                            |
| 2011      | ф   | —                                         | Portraits in Dramatic Time                                     | в роли самой себя                 |
| 2011      | ф   | Юнион-Сквер                               | Union Square                                                   | Люсия                             |
| 2011      | тф  | Чудесный год                              | The Miraculous Year                                            | Вероника                          |
| 2012      | с   | Армейские жёны                            | Army Wives                                                     | мисс Галассини                    |
| 2013      | ф   | Паркер                                    | Parker                                                         | Асенсьон                          |
| 2013      | тф  | —                                         | People in New Jersey                                           | Рейчел Левин                      |
| 2013—2014 | с   | Американская история ужасов: Шабаш        | American Horror Story: Coven                                   | Джоан Рэмси                       |
| 2014      | с   | Девчонки                                  | Girls                                                          | в роли самой себя                 |
| 2015      | с   | Закон и порядок: Специальный корпус       | Law & Order: Special Victims Unit                              | Лидия Лебаси                      |
| 2015      | кор | —                                         | Dinner with Family with Brett Gelman and Brett Gelman’s Family | в роли самой себя                 |
| 2015—2016 | с   | Страшные сказки                           | Penny Dreadful                                                 | доктор Сьюард / Джоан Клейтон     |
| 2016      | ф   | Комик                                     | The Comedian                                                   | Флоренс Берковиц                  |
| 2016—2020 | мс  | Вселенная Стивена                         | Steven Universe                                                | Жёлтый Алмаз                      |
| 2017      | с   | Чокнутая бывшая                           | Crazy Ex-Girlfriend                                            | Рабби Шари                        |
| 2017      | мс  | Конь БоДжек                               | BoJack Horseman                                                | Мими Стилтон                      |
| 2017—2019 | мс  | Удивительная Ви                           | Vampirina                                                      | няня                              |
| 2018      | с   | Мамаша                                    | Mom                                                            | Рита                              |
| 2019      | мс  | Симпсоны                                  | The Simpsons                                                   | Шерил Монро                       |
| 2019      | ф   | Скалы Свободы                             | Cliffs of Freedom                                              | Йа-Йа                             |
| 2019      | с   | —                                         | Anthem: Homunculus                                             | тётя Айда / сестра Макс           |
| 2019      | с   | Поза                                      | Pose                                                           | Фредерика Норман                  |
| 2019      | мф  | Вселенная Стивена: Фильм                  | Steven Universe: The Movie                                     | Жёлтый Алмаз                      |
| 2019      | ф   | Рождество на двоих                        | Last Christmas                                                 | Джойс                             |
| 2020      | мтф | Голливуд                                  | Hollywood                                                      | Эвис Эмберг                       |
| 2022      | ф   | Школа добра и зла                         | The School for Good and Evil                                   | миссис Довиль                     |
| 2023      | ф   | Все страхи Бо                             | Beau Is Afraid                                                 | Мона Вассерман                    |
| 2024      | с   | Это всё Агата                             | Agatha All Along                                               | Лилия Кальдеру                    |

## Награды и номинации
| Награда                  | Год  | Категория                                         | Работа                                   | Результат | Ист.    |
| ------------------------ | ---- | ------------------------------------------------- | ---------------------------------------- | --------- | ------- |
| «Тони»                   | 1976 | Лучшая женская роль второго плана в мюзикле       | Жених-разбойник                          | Номинация | [ 82 ]  |
| «Тони»                   | 1980 | Лучшая женская роль в мюзикле                     | Эвита                                    | Победа    | [ 83 ]  |
| «Тони»                   | 1988 | Лучшая женская роль в мюзикле                     | Всё возможно                             | Номинация | [ 84 ]  |
| «Тони»                   | 2006 | Лучшая женская роль в мюзикле                     | Суини Тодд                               | Номинация | [ 85 ]  |
| «Тони»                   | 2008 | Лучшая женская роль в мюзикле                     | Джипси                                   | Победа    | [ 86 ]  |
| «Тони»                   | 2011 | Лучшая женская роль второго плана в мюзикле       | Женщины на грани нервного срыва          | Номинация | [ 87 ]  |
| «Тони»                   | 2017 | Лучшая женская роль в мюзикле                     | Боевая раскраска                         | Номинация | [ 88 ]  |
| «Тони»                   | 2022 | Лучшая женская роль второго плана в мюзикле       | Компания                                 | Победа    | [ 89 ]  |
| «Грэмми»                 | 2009 | Лучший классический альбом                        | Вайль: Расцвет и падение города Махагони | Победа    | [ 90 ]  |
| «Грэмми»                 | 2009 | Лучшая оперная запись                             | Вайль: Расцвет и падение города Махагони | Победа    | [ 90 ]  |
| Дневная премия «Эмми»    | 1996 | Выдающийся исполнитель в области детских программ | Song Spinner                             | Номинация | [ 91 ]  |
| Прайм-тайм премия «Эмми» | 1998 | Лучшая приглашенная актриса в комедийном сериале  | Фрейзер                                  | Номинация | [ 92 ]  |
| Премия Лоуренса Оливье   | 1985 | Лучшая женская роль в мюзикле                     | Отверженные / Колыбель раскачивается     | Победа    | [ 93 ]  |
| Премия Лоуренса Оливье   | 1993 | Лучшая женская роль в мюзикле                     | Бульвар Сансет                           | Номинация | [ 93 ]  |
| Премия Лоуренса Оливье   | 2019 | Лучшая женская роль второго плана в мюзикле       | Компания                                 | Победа    | [ 94 ]  |
| Премия «Драма Деск»      | 1976 | Лучшая женская роль в мюзикле                     | Жених-разбойник                          | Номинация | [ 95 ]  |
| Премия «Драма Деск»      | 1980 | Лучшая женская роль в мюзикле                     | Эвита                                    | Победа    | [ 96 ]  |
| Премия «Драма Деск»      | 1988 | Лучшая женская роль в мюзикле                     | Всё возможно                             | Победа    | [ 97 ]  |
| Премия «Драма Деск»      | 2006 | Лучшая женская роль в мюзикле                     | Суини Тодд                               | Номинация | [ 98 ]  |
| Премия «Драма Деск»      | 2008 | Лучшая женская роль в мюзикле                     | Джипси                                   | Победа    | [ 99 ]  |
| Премия «Драма Деск»      | 2011 | Лучшая женская роль второго плана в мюзикле       | Женщины на грани нервного срыва          | Номинация | [ 100 ] |
| Премия «Драма Деск»      | 2017 | Лучшая женская роль в мюзикле                     | Боевая раскраска                         | Номинация | [ 101 ] |
| Премия «Драма Деск»      | 2022 | Лучшая женская роль второго плана в мюзикле       | Компания                                 | Победа    |         |